# Терракота

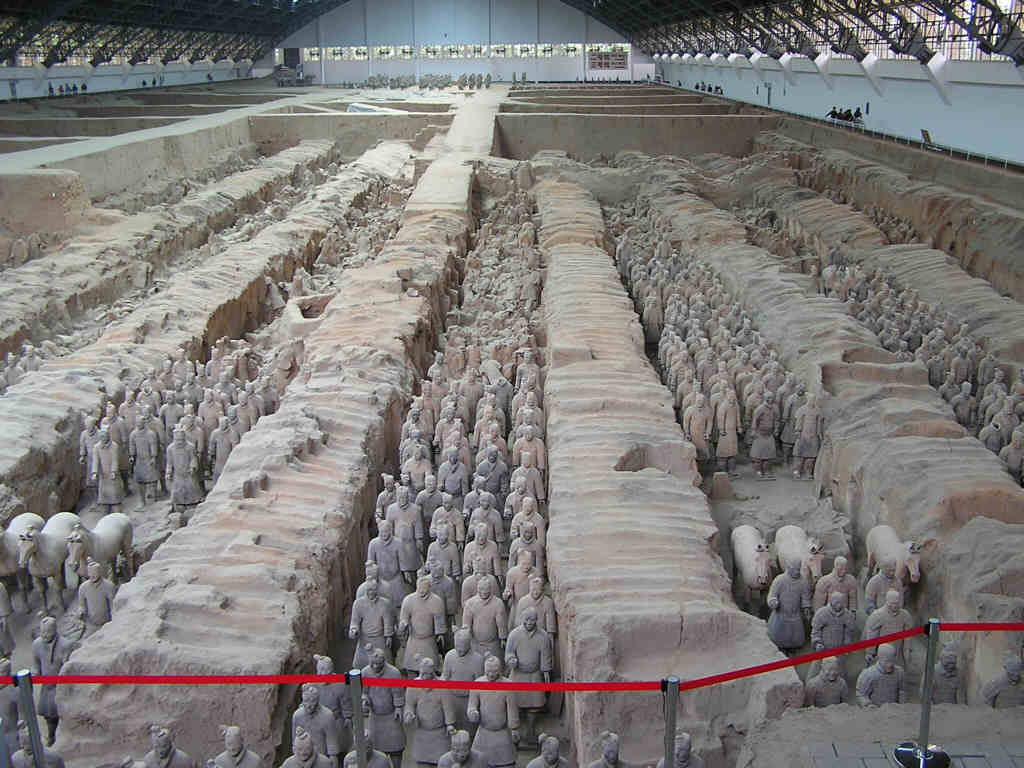
Терракотовая армия

Террако́та (от итал. terracotta — «жжёная земля») — разновидность неглазурованной керамики, изделий из железистой глины, которая после первичного обжига приобретает характерный красно-бурый или желтовато-коричневый цвет. Изделия из терракоты имеют матовую, слегка пористую поверхность. Из таких же глин, богатых окислами железа, получают краситель — красную охру и разнообразные ангобы.
Терракоту применяют с разнообразными целями в строительстве, архитектуре, скульптуре, декоративном и прикладном искусстве. Из терракоты изготавливают строительные и декоративные детали, посуду, вазы, скульптуры, игрушки, изразцы, черепицу, облицовочные плитки.

## Терракота в истории искусства
Мелкая пластика из красной глины была распространена почти во всех древних культурах. Небольшие скульптуры и архитектурные детали из терракоты изготавливали в Древней Греции, Древнем Китае, Древней Индии и Древней Америке. Ярким примером древней терракотовой скульптуры является терракотовая армия первого императора династии Цинь — Ши Хуан-ди.

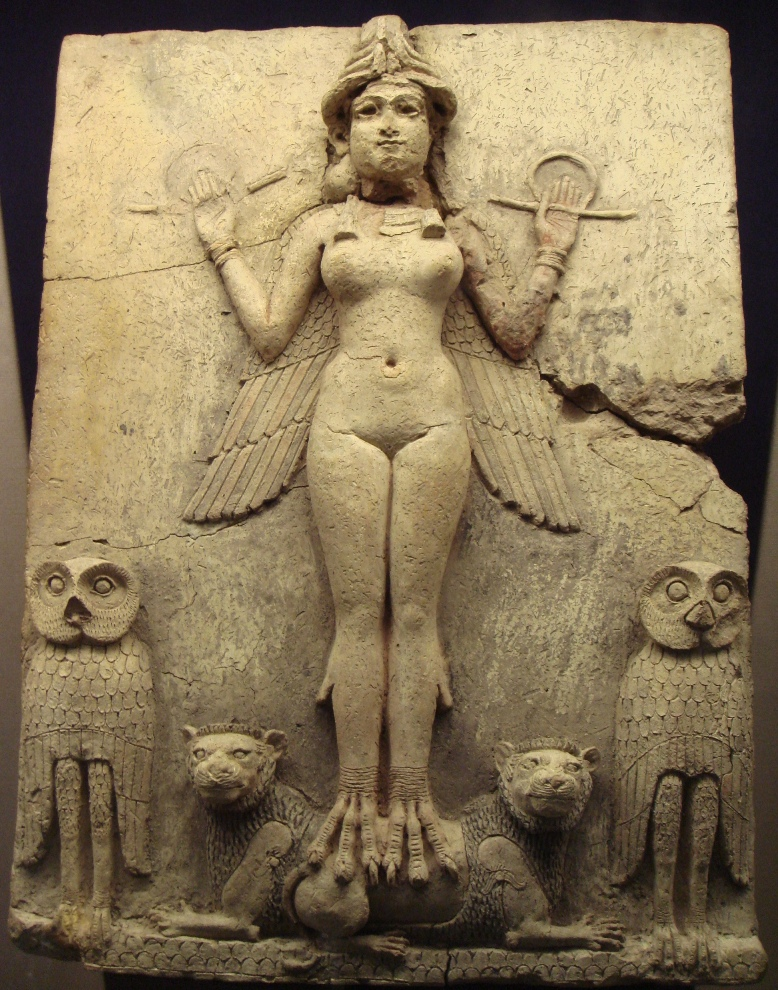
Рельеф Берни — вавилонский терракотовый рельеф с остатками полихромной росписи

Из терракоты изготавливали облицовочные плиты с рельефами, культовые сосуды и фигурки, саркофаги. Древние этруски делали из красной терракоты ордерные детали своей архитектуры, соединяя их с деревянной конструкцией опор, антаблемента и кровли, и расписывали их минеральными красителями: белой, синей и чёрной красками. В истории искусства известны танагрские статуэтки IV—II вв. до н. э., также из терракоты, расписанные белым, голубым, розовым и жёлтым, иногда с частичной позолотой. Они представляют собой шедевры античного искусства. Изображают обыденные сцены, женщин, занятых хозяйством, шитьём, игрой с детьми. Красота и нежная пластика этих фигурок породила в истории искусства название «танагрянка».
Древние римляне делали из неглазурованной керамики с последующим лощением бытовую посуду с рельефным декором, получаемым оттискиванием сырой глины в рельефную форму. Такая техника и посуда получили название: терра сигиллата («печатная глина»).
В Средние века резную терракоту применяли в зодчестве Средней Азии, в итальянских орнаментально-рельефных архитектурных деталях. В эпоху итальянского Возрождения из терракоты делали рельефные медали и портретные бюсты, также расписанные минеральными или восковыми красками. Терракоту использовали известные скульпторы Жан-Батист Лемуан, Клод Мишель (прозванный Клодионом) и многие другие.

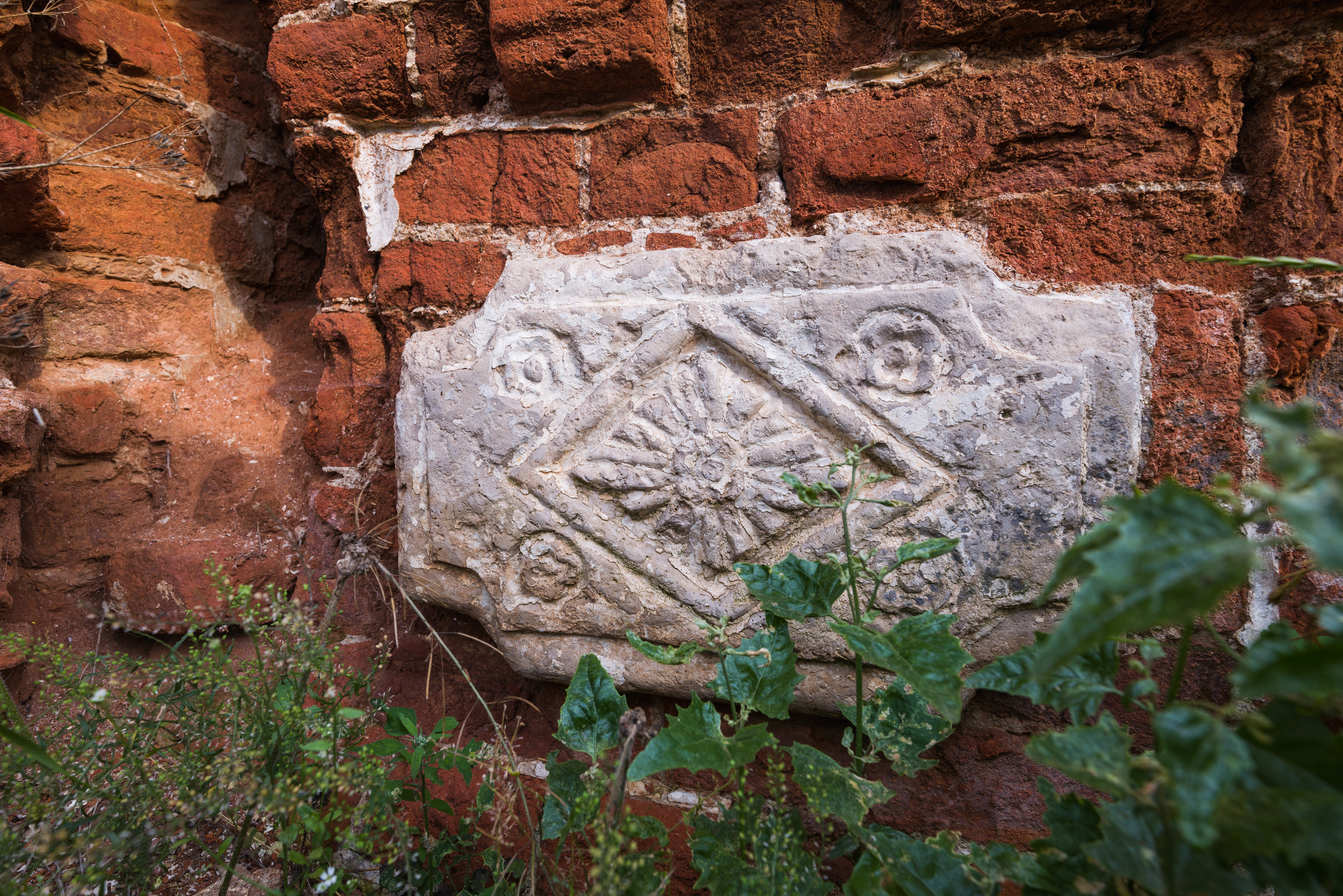
Фрагмент кладки храма в селе Весь, Владимирская область (основана в 1769 г.)

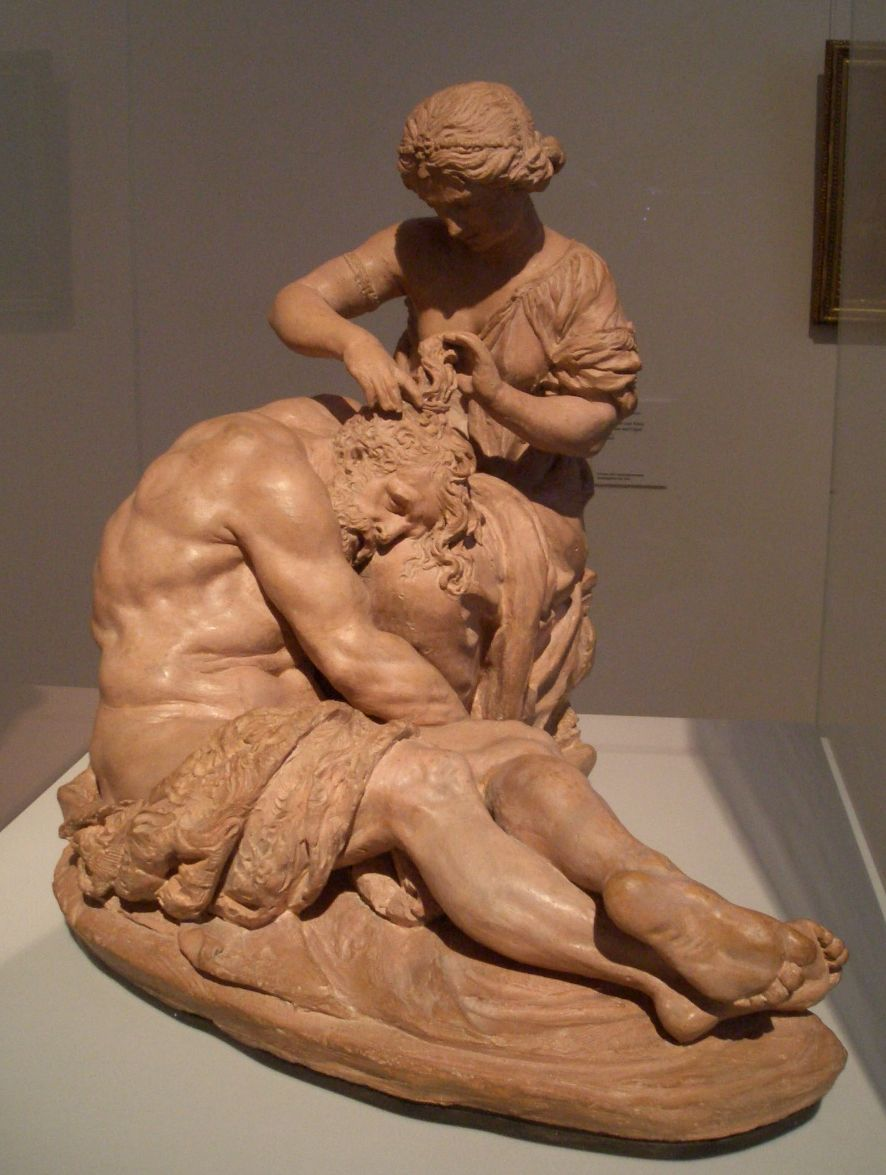
Квеллинус Старший. Самсон и Далила (1640).

Производством архитектурной терракоты занимались и на территории Киевской Руси, это так называемые керамиды (надгробные плиты с надписями). С XV века в русском зодчестве терракоту применяли в декоративной отделке фасадов московских кирпичных зданий. Вначале красные рельефные плитки, оттиснутые в деревянные рельефные формы (отсюда название: изразцы), монтировали в кирпичную кладку и белили вместе со стеной, позднее стали покрывать муравленой (зелёной) глазурью.
Терракоту использовали русские академические скульпторы: М. И. Козловский, Ф. И. Шубин, И. П. Мартос, Н. С. Пименов, И. П. Прокофьев, как в качестве эскизов — боццетто, так и для самостоятельных произведений. Декоративная облицовочная терракота нашла широкое применение в российском зодчестве советского периода 1950-х годов.
В США детали из терракоты широко применялись архитекторами ар деко и приверженцами «органической» архитектуры, в том числе её основоположником Луисом Салливаном.

## Галерея

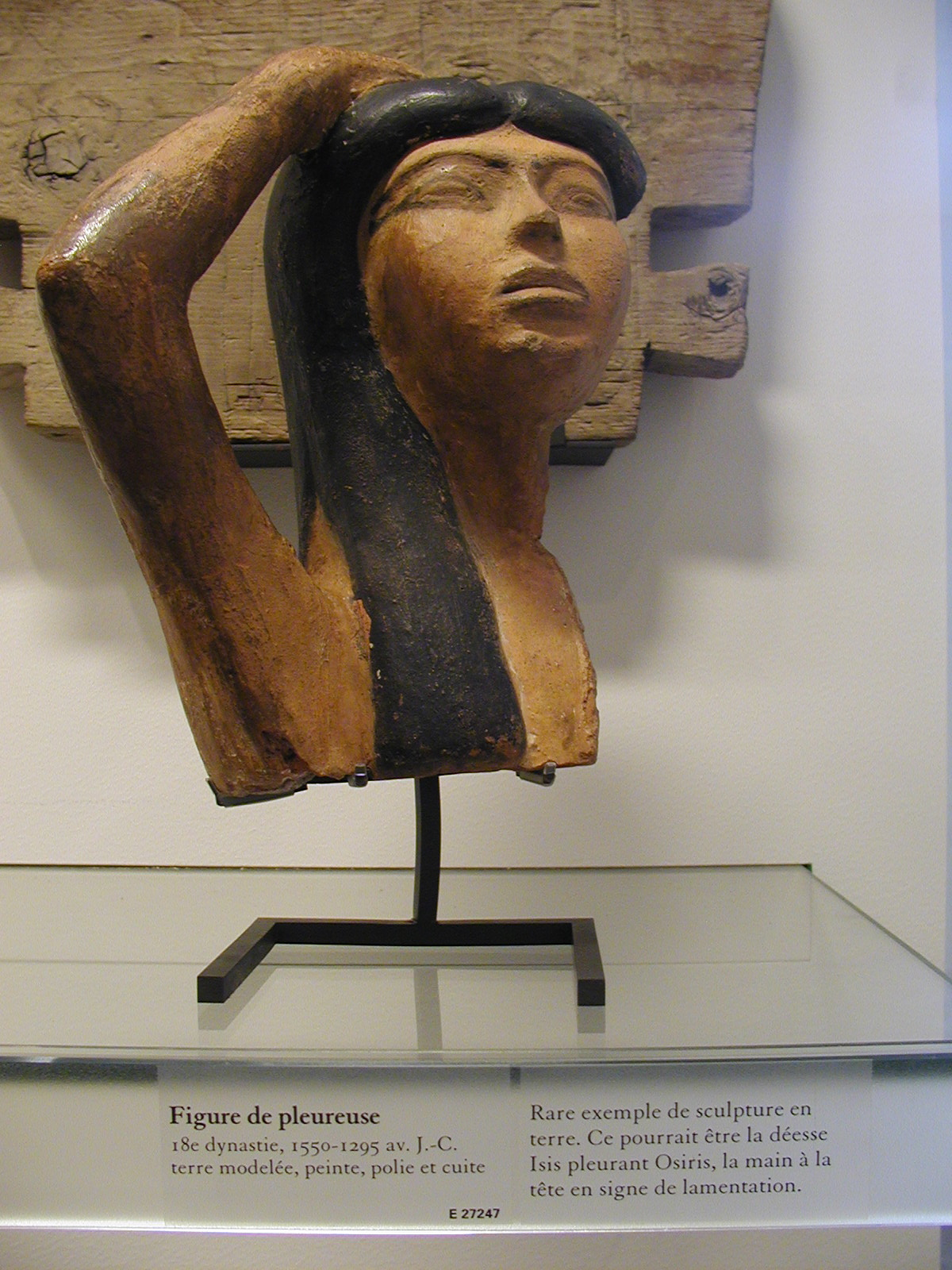
Редкое терракотовое изображение Исиды, оплакивающей потерю Осириса (XVIII династия, Египет), Лувр, Париж
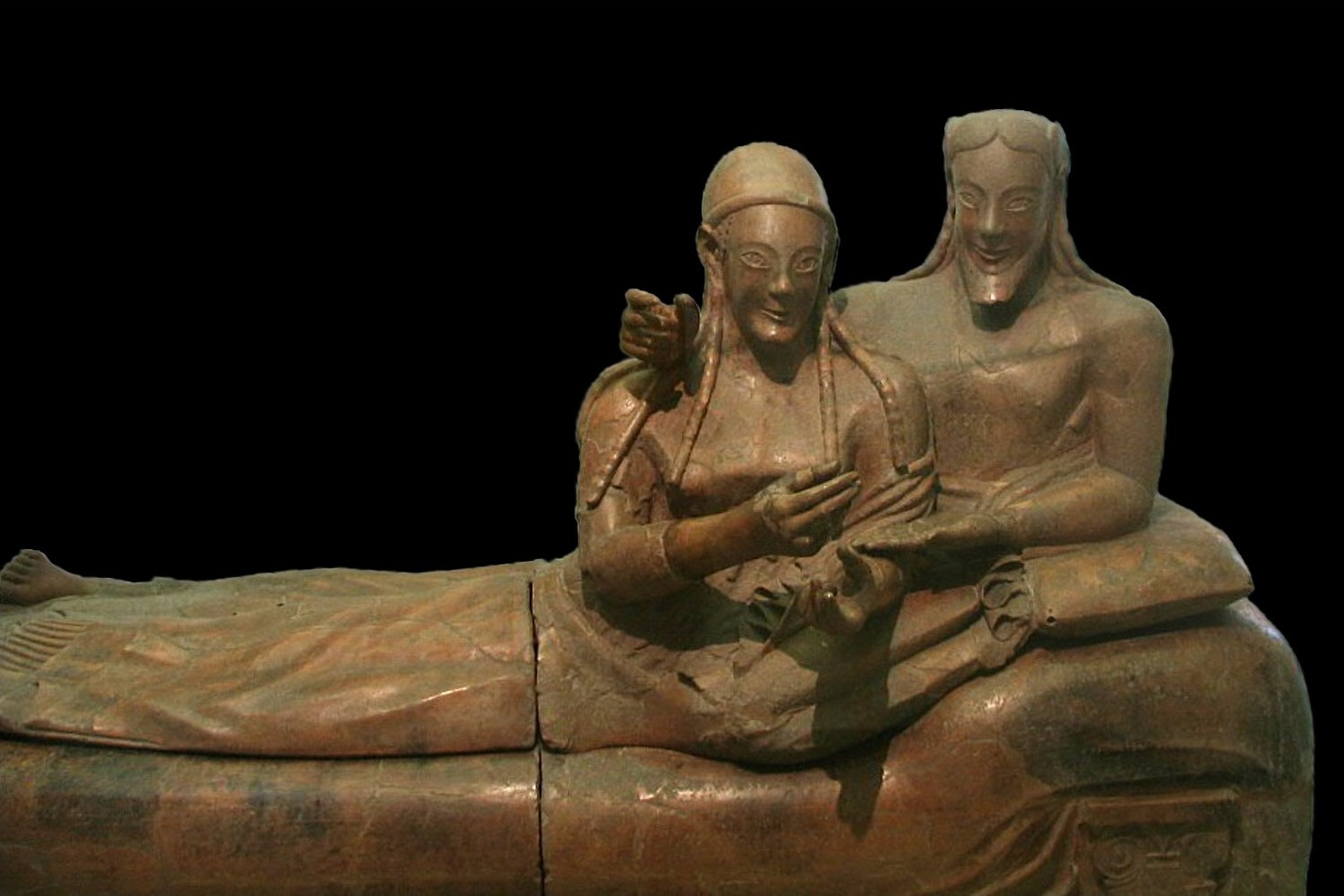
Этрусский «Саркофаг супругов» в Национальном этрусском музее, ок. 520 г. до н. э.
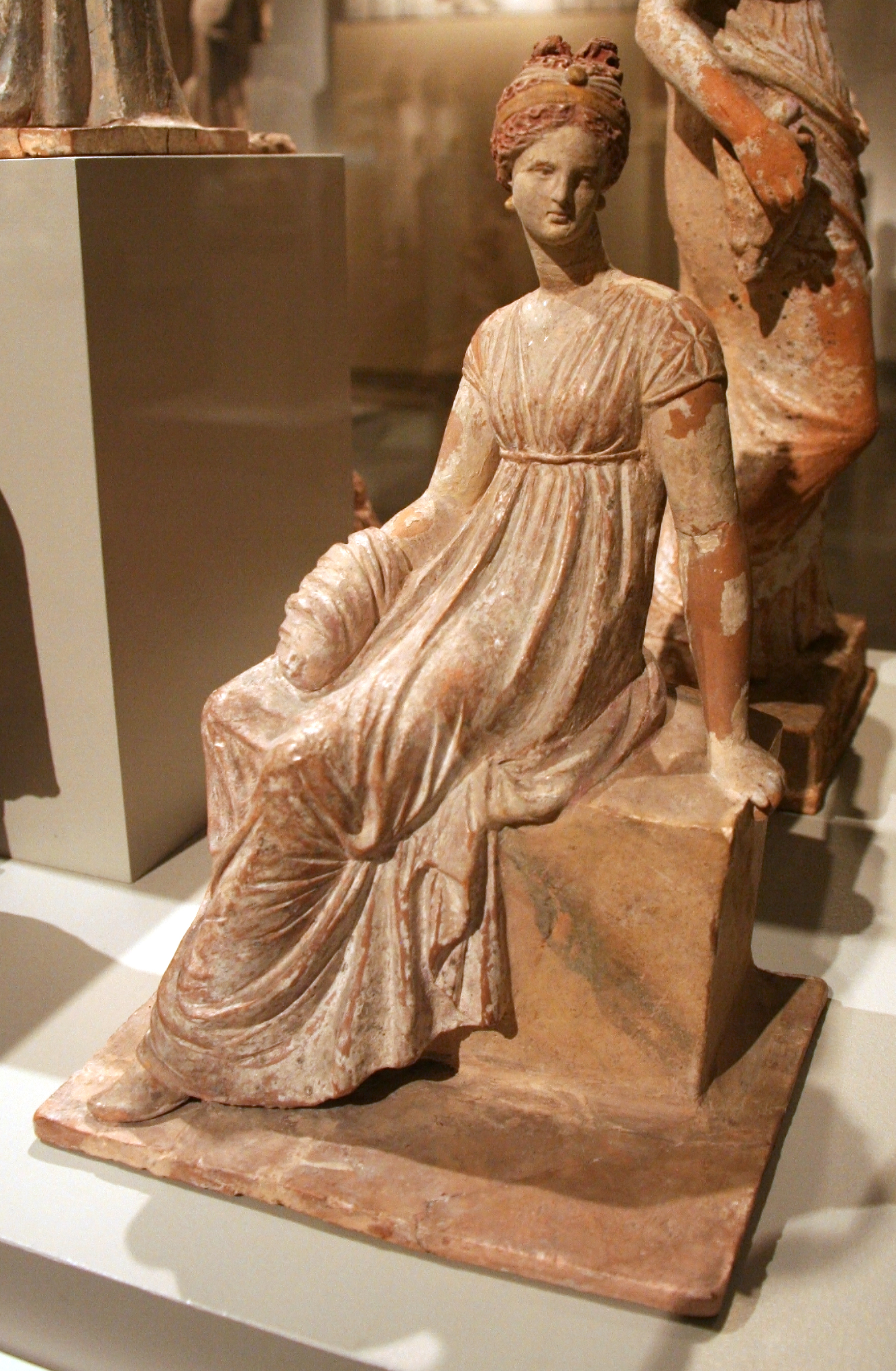
Состоятельные женщины «среднего класса»: так называемые Танагрские статуэтки, Древняя Греция, 325–150 гг. до н. э., Старый музей
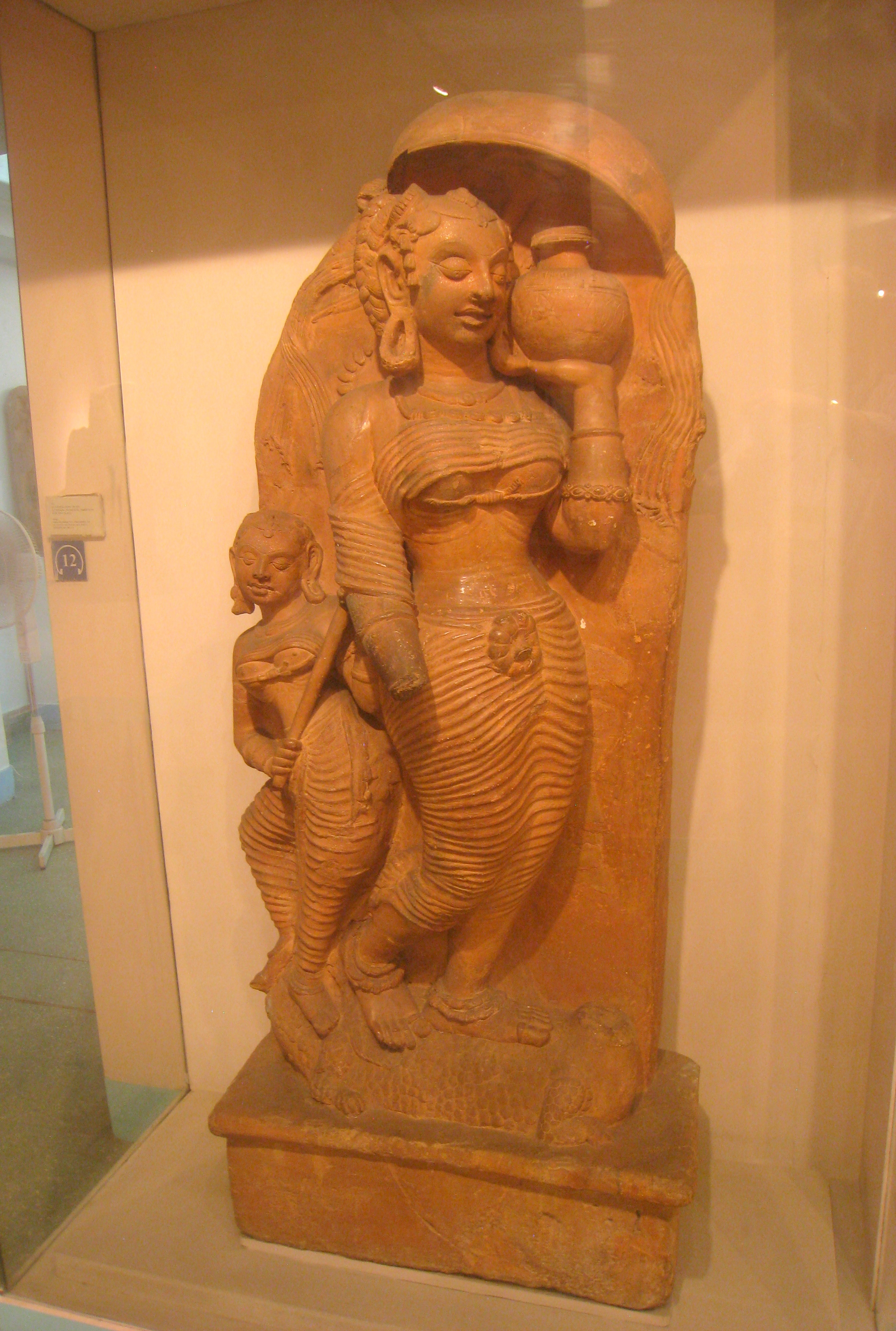
Индийские терракотовые фигурки, Государство Гуптов
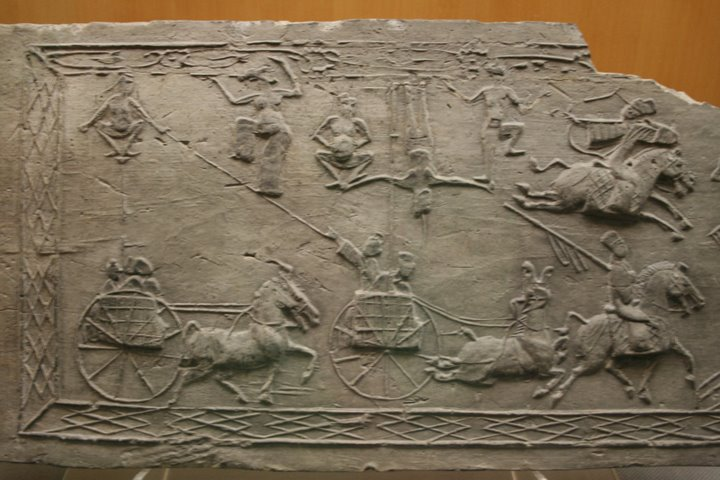
Кирпичный рельеф гробницы династии Хань
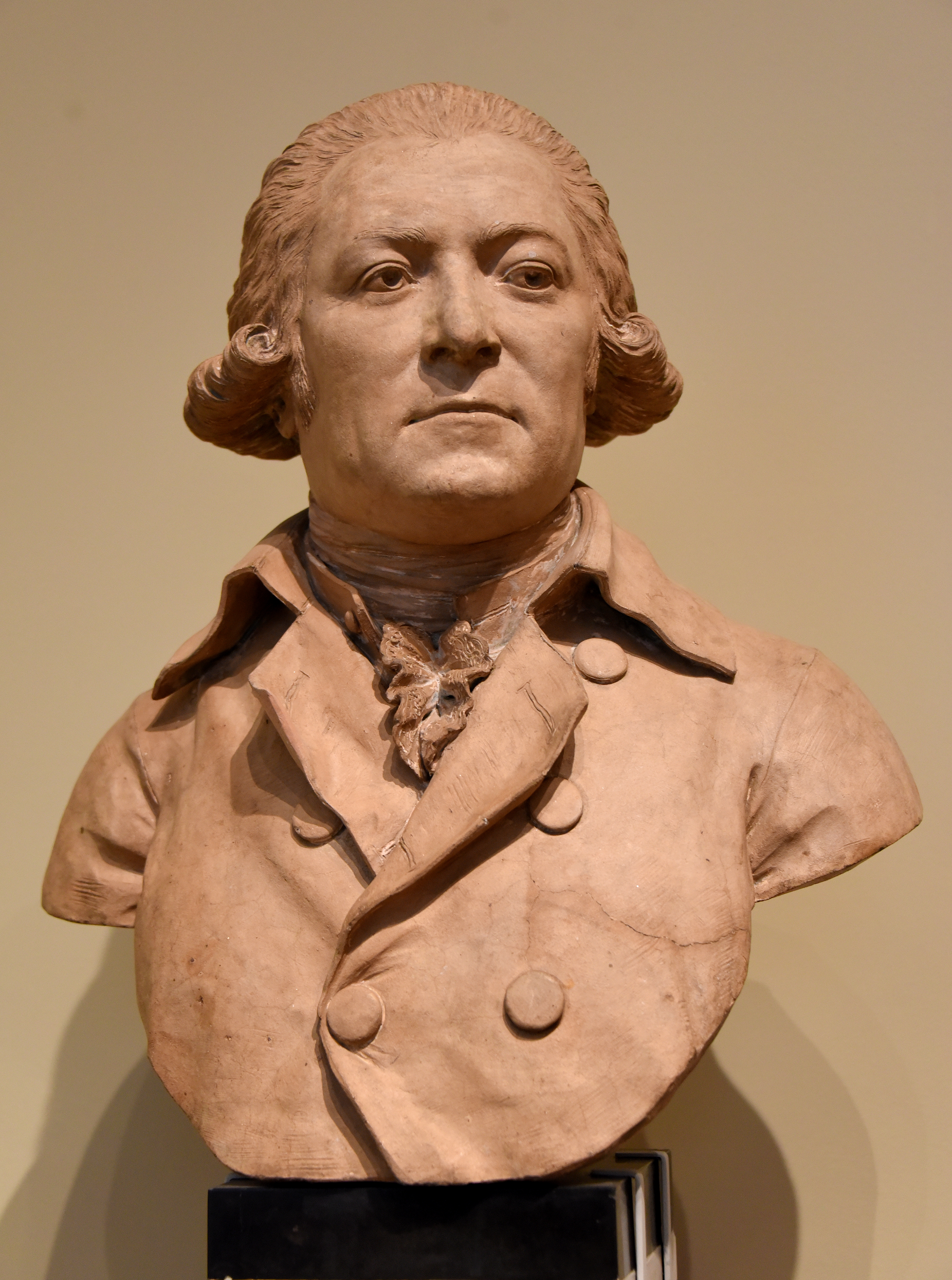
Бюст неизвестного мужчины работы Пьера Мерара, 1786 г., Франция
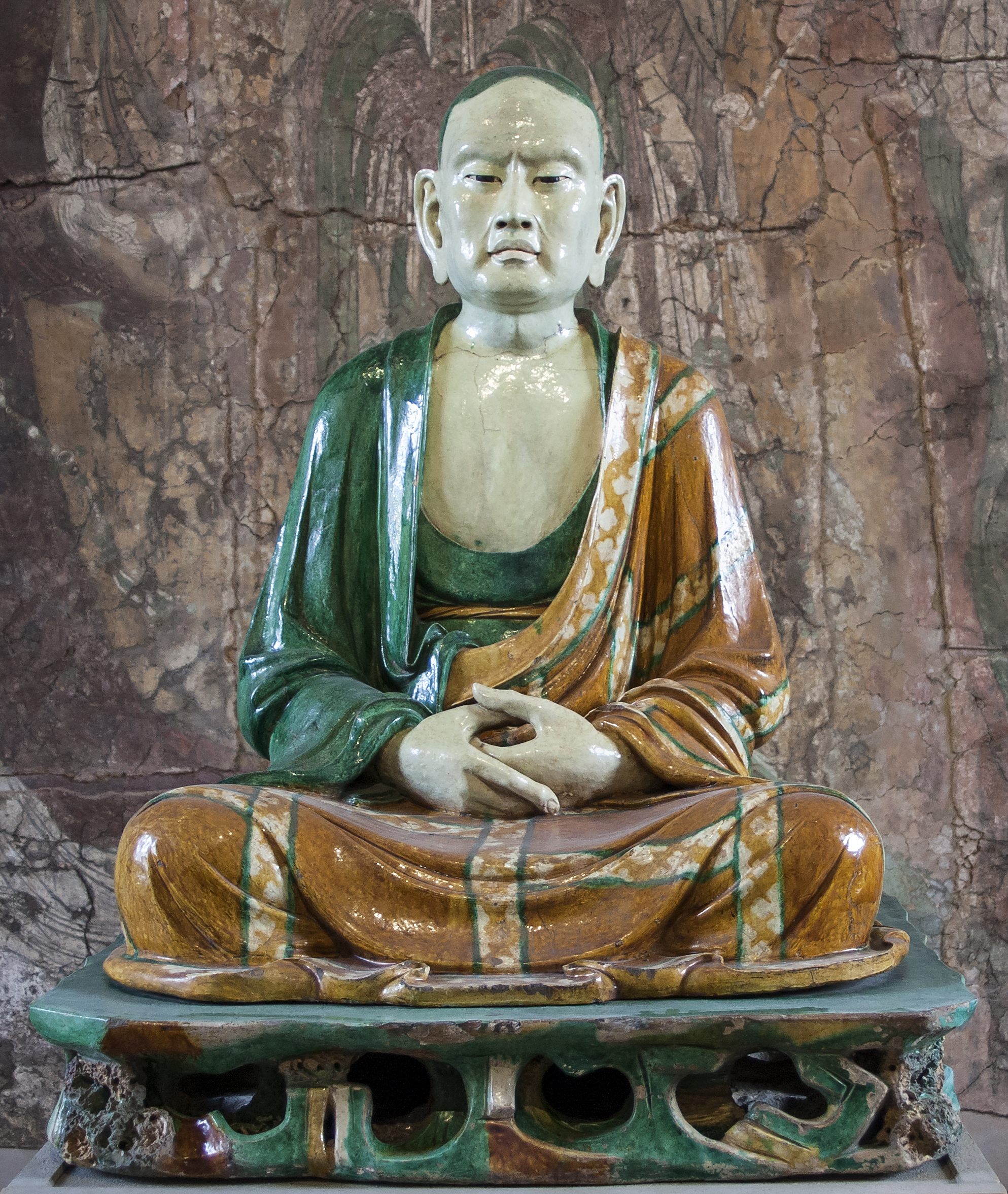
Британский музей, сидящий Луохань из Исяня[англ.] из исяньской глазурованной керамики[англ.], вероятно, 1150–1250 годы
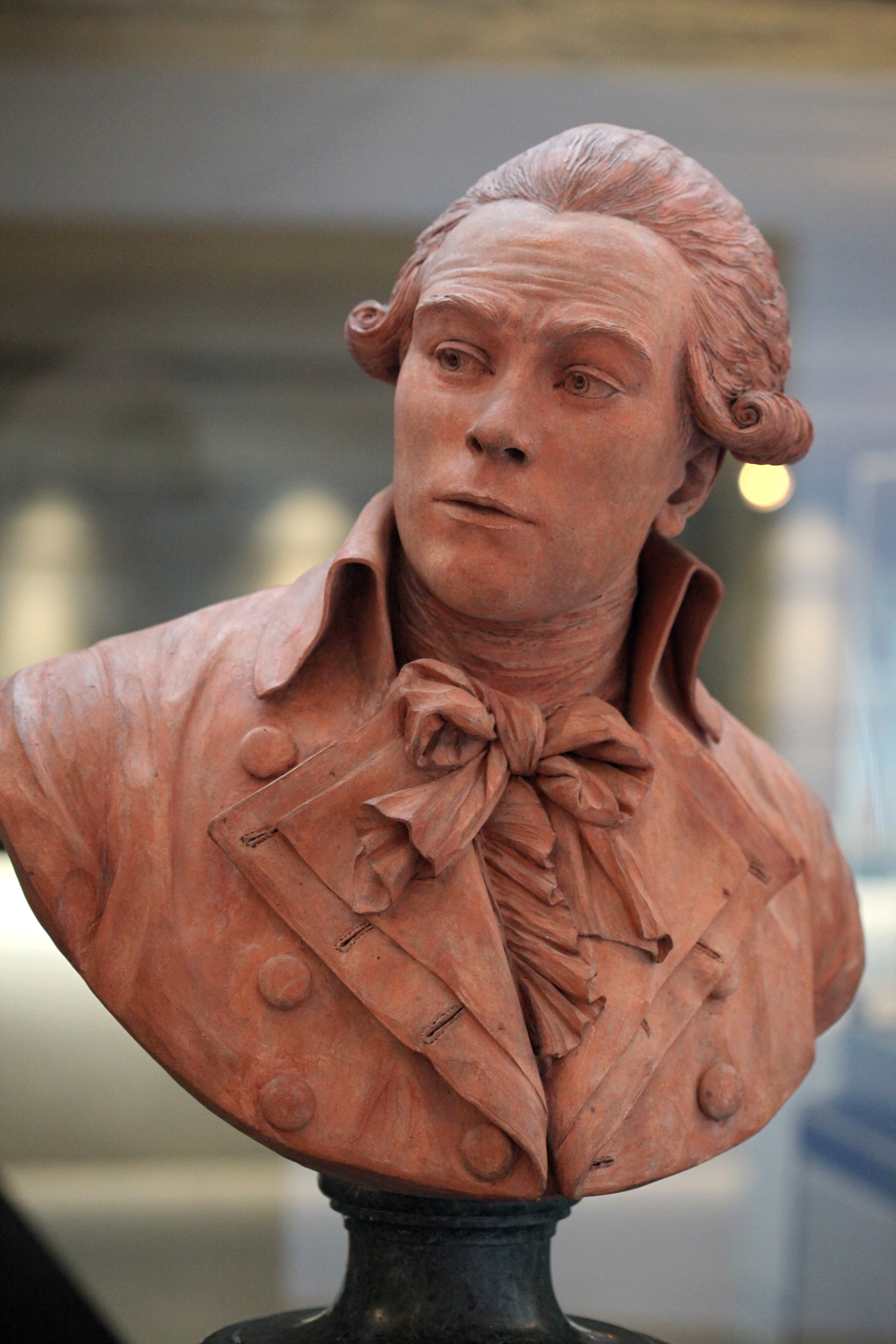
Максимильен Робеспьер, неглазурованный бюст Клода-Андре Дезена, 1791 год
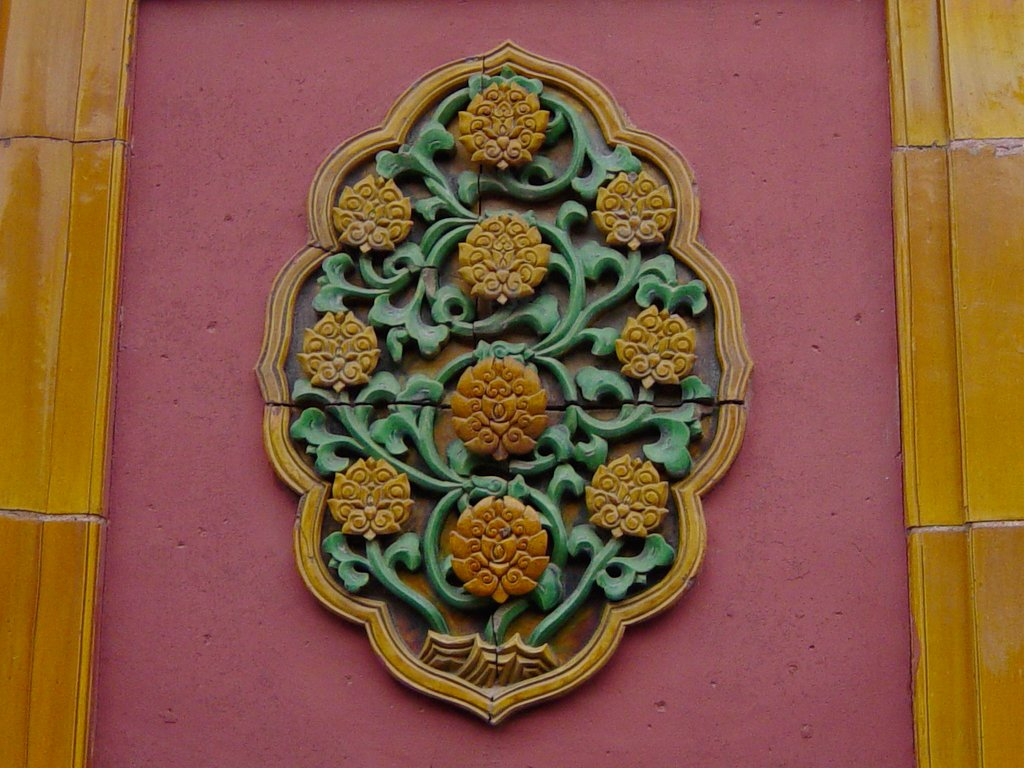
Застеклённое украшение здания в Запретном городе, Пекин
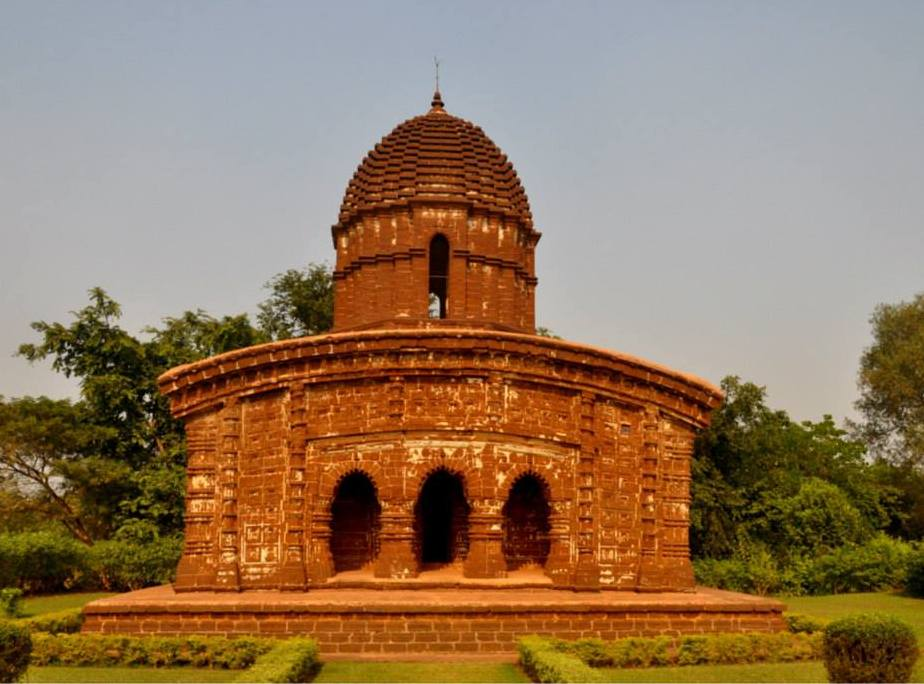
Терракотовый храм, Вишнупур, Индия, известный центр терракотовых храмов
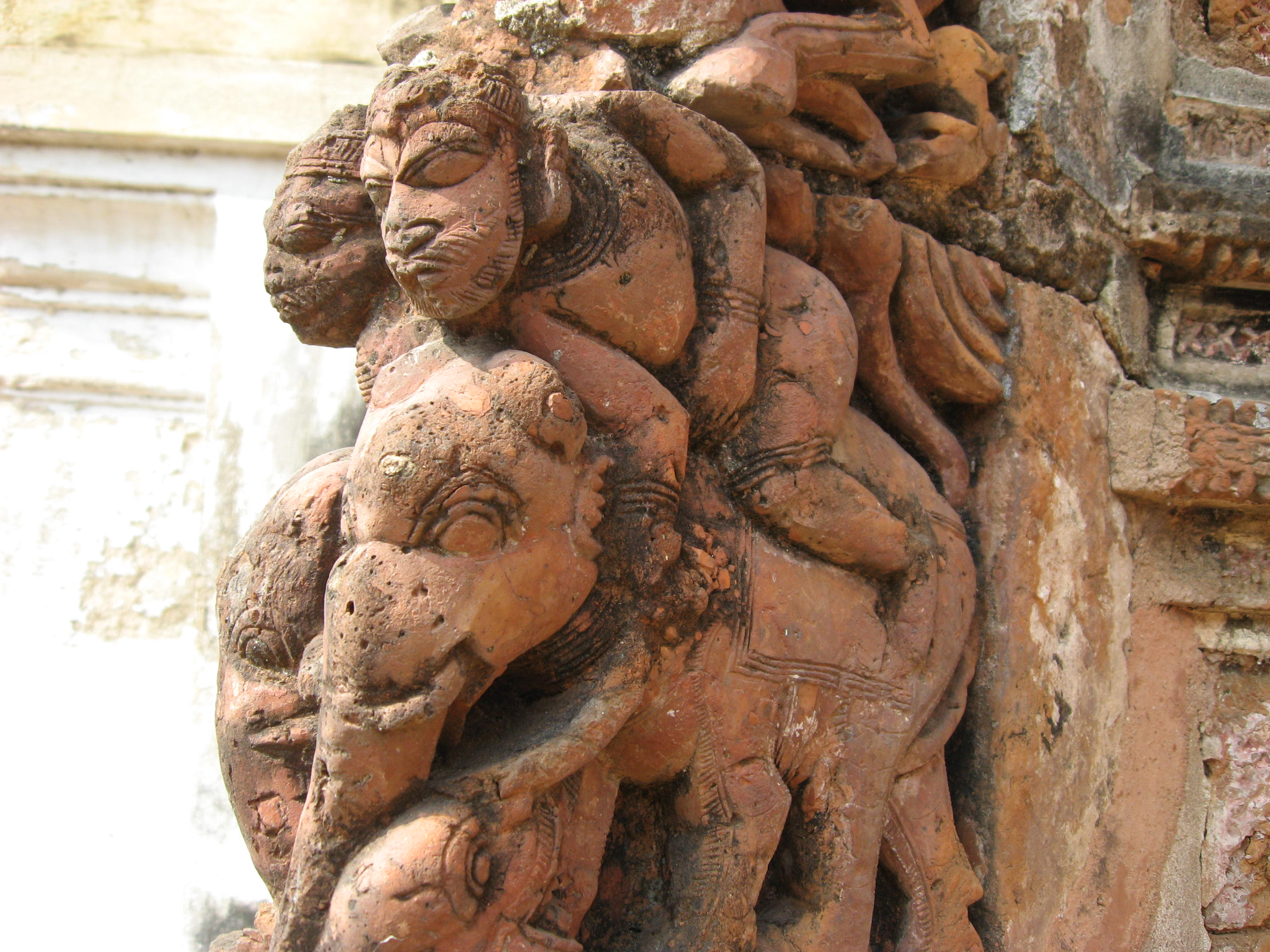
Индуистский храм, 1739 г., Кална[англ.] (Индия)
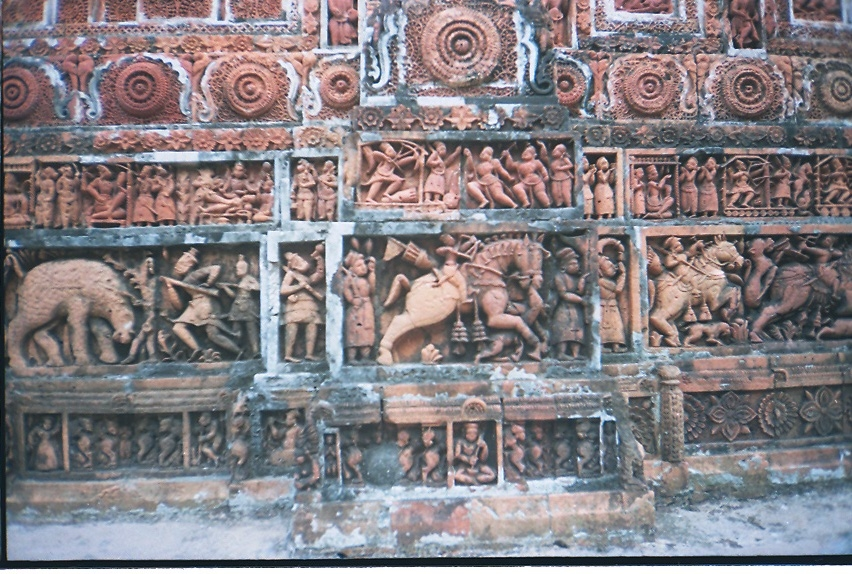
Терракотовые конструкции за пределами храма Кантанагар, Динаджпур, Бангладеш
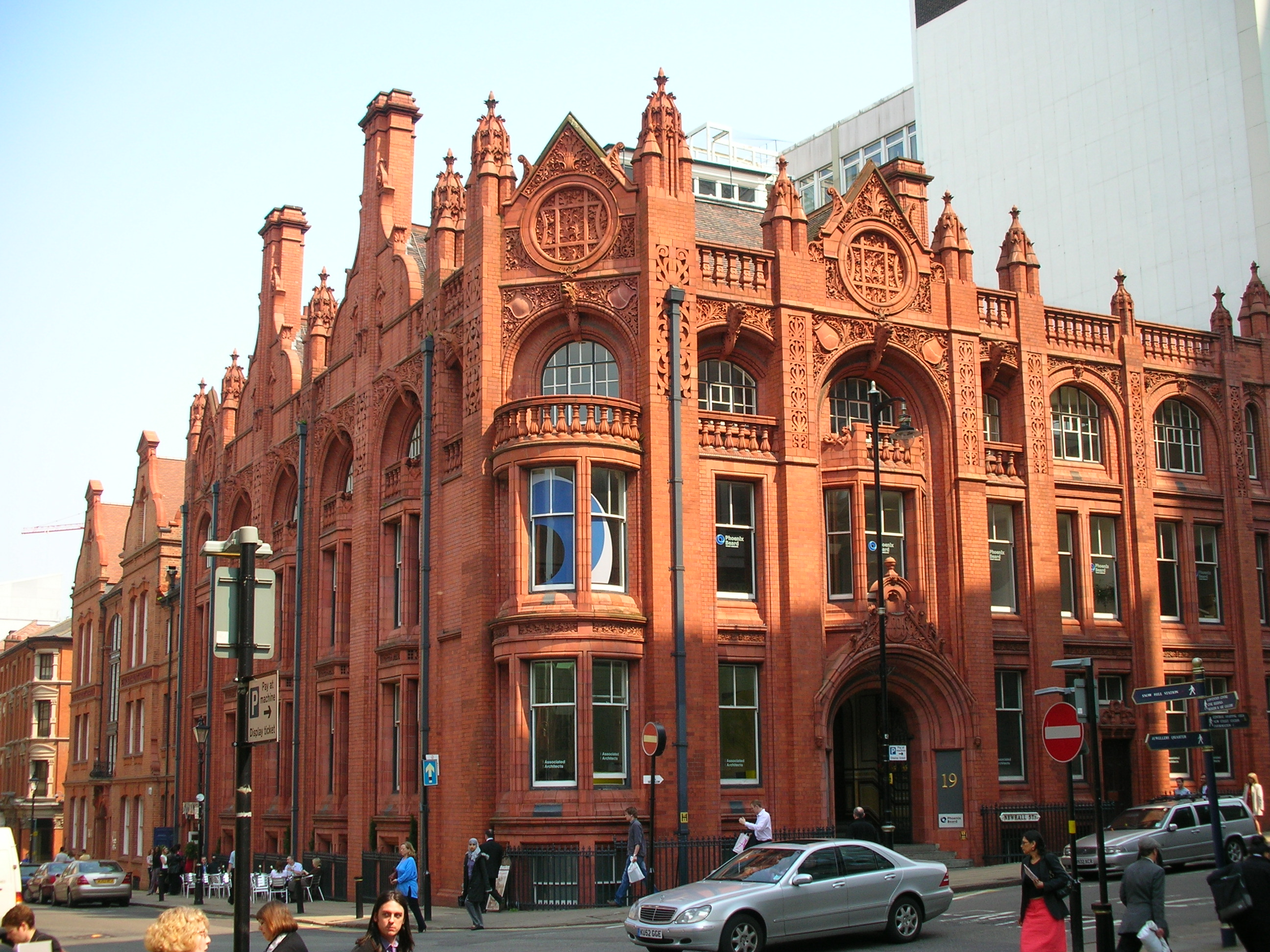
Телефонная станция Edison Bell[англ.], Бирмингем (Великобритания)
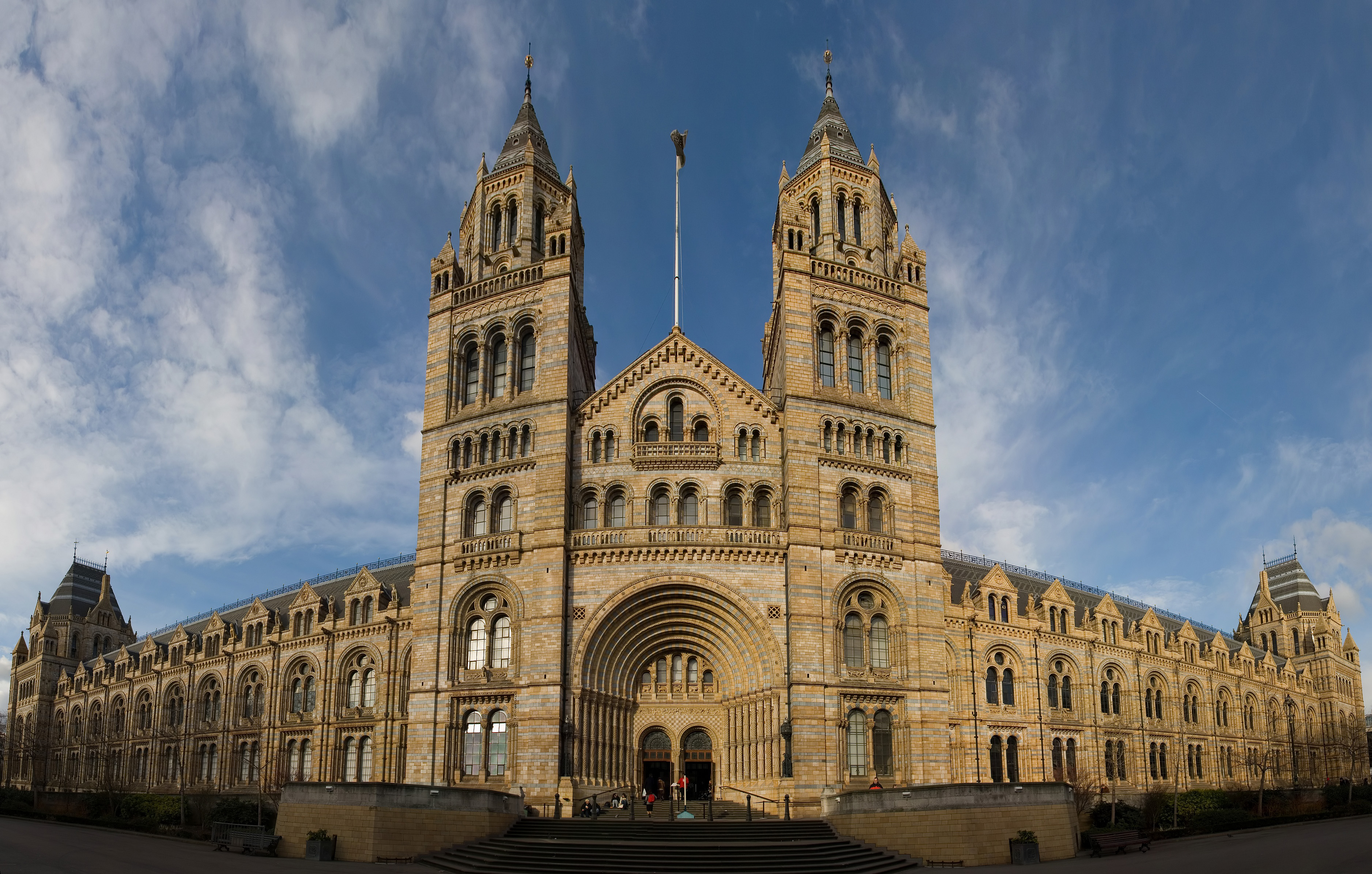
Музей естественной истории в Лондоне имеет богато украшенный терракотовый фасад, типичный для высокой викторианской архитектуры. Резьба представляет собой содержимое музея.
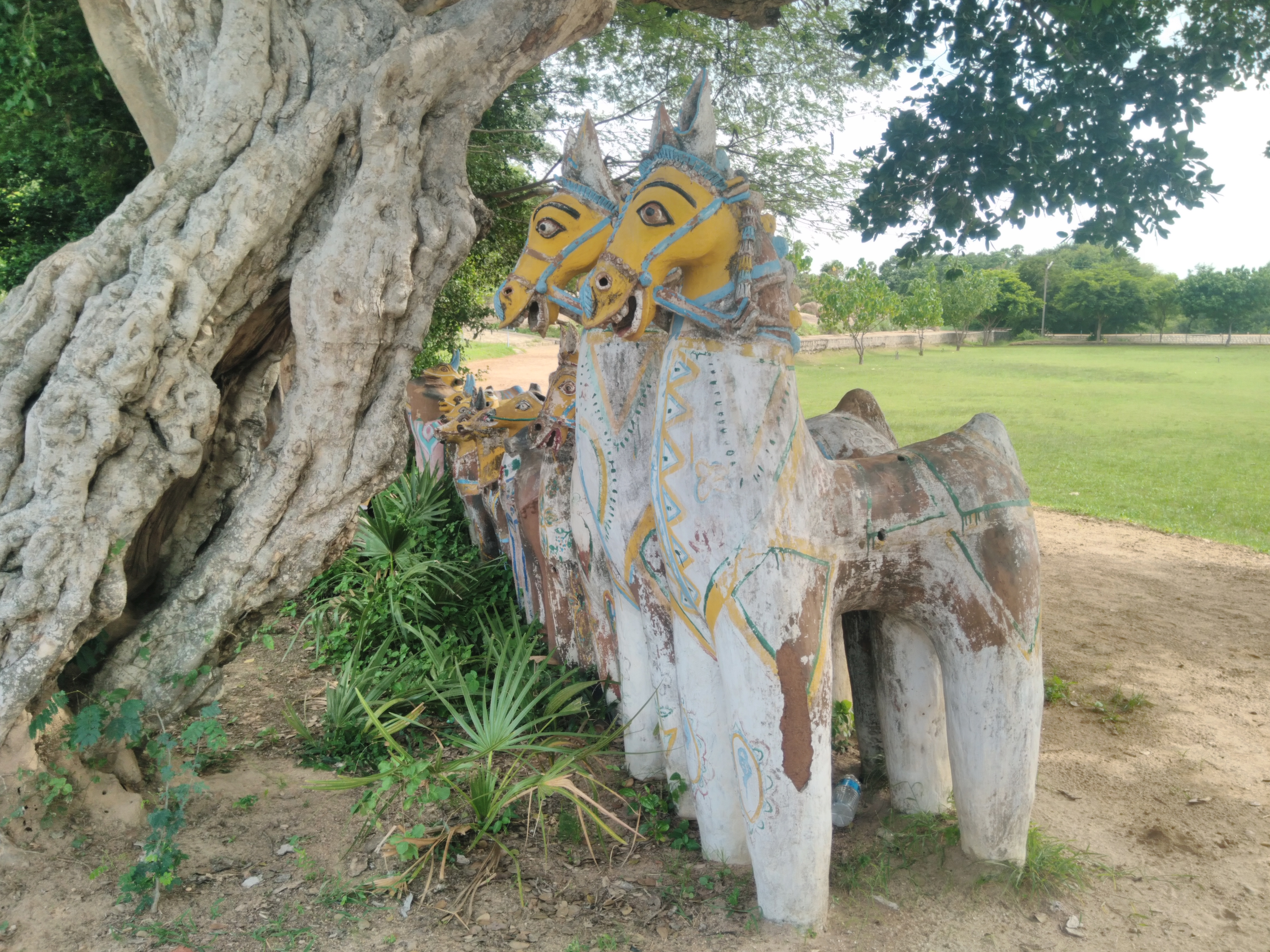
Современные раскрашенные лошади возле священного дерева, Тамилнад, Индия
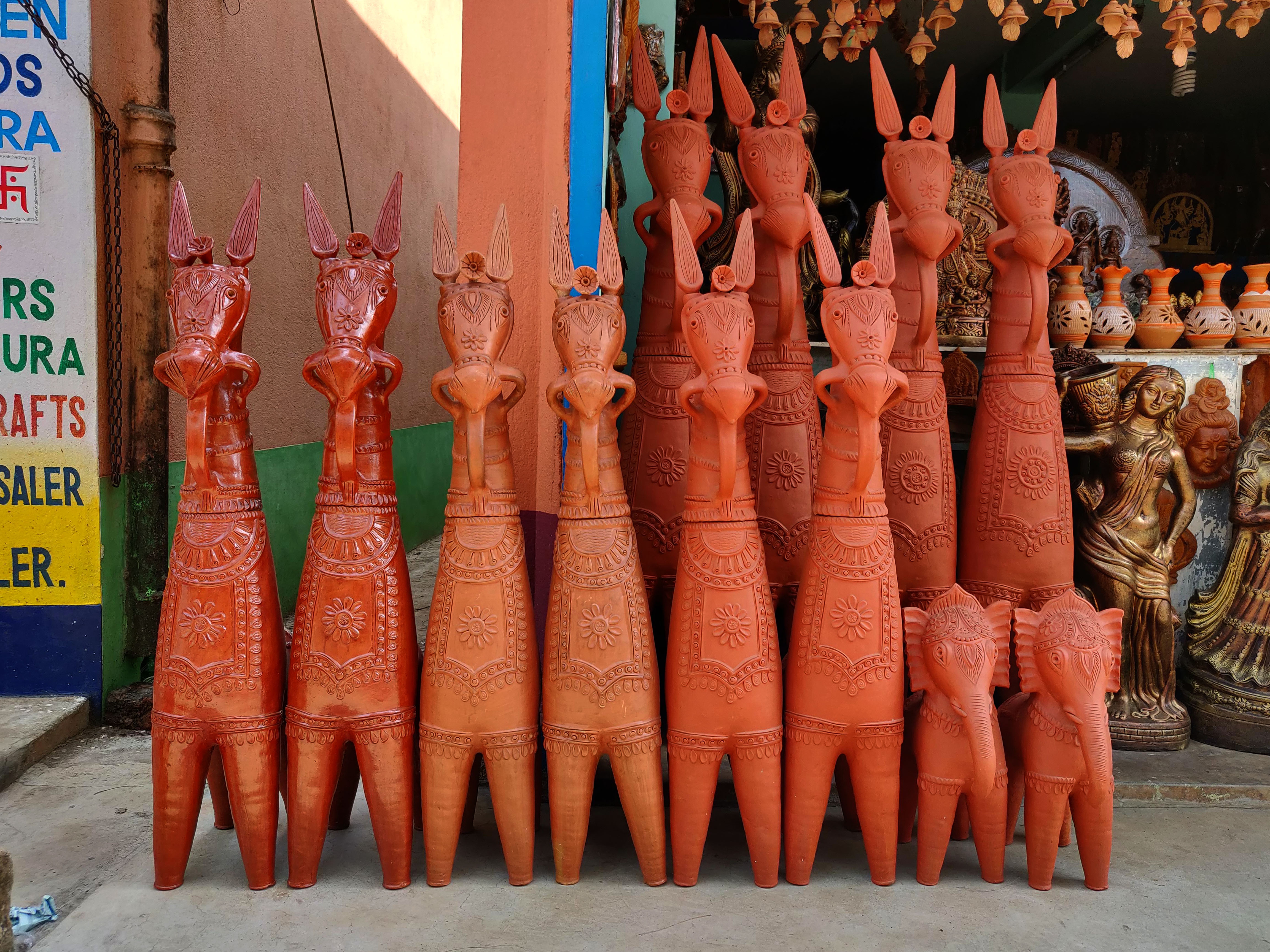
Знаменитые терракотовые произведения искусства из Банкуры, Западная Бенгалия, Индия
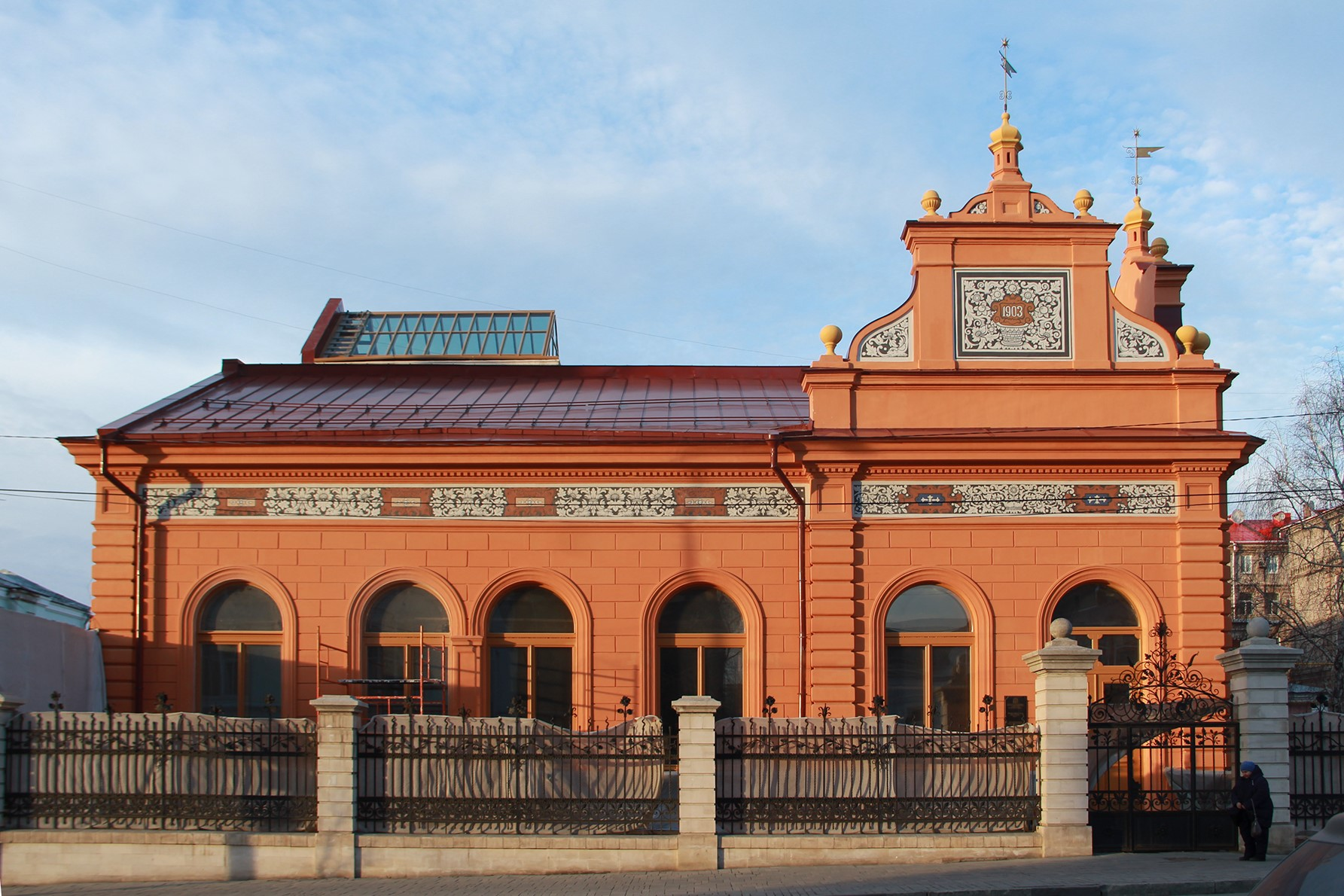
Самара, ул. Красноармейская 4. Действующий проект